# Thanatus balestrerii
Thanatus balestrerii es una especie de araña cangrejo del género Thanatus, familia Philodromidae. Fue descrita científicamente por Caporiacco en 1935.

## Distribución
Esta especie se encuentra en Karakórum.